# Danh sách phim cổ trang Việt Nam
Danh sách phim cổ trang Việt Nam bao gồm cả phim điện ảnh, phim truyền hình và kịch sân khấu.

## Trước 1986
Danh sách giai đoạn này chưa phân biệt giữa phim điện ảnh cổ trang và kịch cổ trang thu hình.
| Tên phim                                  | Năm  | Đạo diễn                          | Diễn viên                                   | Thời lượng (phút) | Thời đại              | Giải thưởng                                               | Ghi chú                                                                              |
| ----------------------------------------- | ---- | --------------------------------- | ------------------------------------------- | ----------------- | --------------------- | --------------------------------------------------------- | ------------------------------------------------------------------------------------ |
| Kim Vân Kiều                              | 1924 | E.A. Famechon                     |                                             |                   | Nhà Minh (Trung Quốc) |                                                           | [ a ] [ b ]                                                                          |
| Huyền thoại Bà Đế                         | 1927 | Georges Specht                    | Léonor Gilles,...                           |                   | Lê Mạc                |                                                           |                                                                                      |
| Quan Âm Thị Kính                          | 1956 | Năm Châu                          | Kim Cúc, Kim Lan,...                        |                   |                       |                                                           | Chuyển thể từ truyện thơ Quan Âm Thị Kính của Nguyễn Cấp.                            |
| Hồi chuông Thiên Mụ                       | 1957 | Lê Dân                            | Kiều Chinh, Lê Quỳnh,...                    |                   | Nhà Nguyễn            |                                                           | Chuyển thể từ tiểu thuyết Tiếng chuông Thiên Mụ của Phan Trần Chúc.                  |
| Người đẹp Bình Dương                      | 1958 | Năm Châu                          | Thẩm Thúy Hằng, Nguyễn Đình Dần, Ba Vân,... | 90 phút           |                       |                                                           | Chuyển thể từ tiểu thuyết tài tử giai nhân Trung Quốc.                               |
| Áo dòng đẫm máu                           | 1960 | Năm Châu                          | Vân Hùng, Thẩm Thúy Hằng, La Thoại Tân,...  | 90 phút           |                       |                                                           |                                                                                      |
| Nghêu, Sò, Ốc, Hến                        | 1967 | Bắc Xuyên Trúc Lâm                | Đoàn tuồng Liên khu 5                       | 95 phút           |                       |                                                           | Chuyển thể từ vở tuồng Việt Nam Ngao Sò Ốc Hến.                                      |
| Trần Quốc Toản ra quân                    | 1971 | Bạch Diệp                         | Đoàn chèo Nam Hà                            | 120 phút          | Nhà Trần              | Liên hoan phim Việt Nam lần thứ 2: * Họa sĩ xuất sắc nhất |                                                                                      |
| Quan Âm Thị Kính                          | 1974 | Trần Bảng                         | Đoàn chèo Nhân dân tỉnh Thái Bình           | 112 phút          |                       |                                                           | Chuyển thể từ kịch bản chèo Quan Âm Thị Kính do Trần Huyền Trân sưu tầm và chỉnh lý. |
| Ỷ Lan nhiếp chính                         | 1979 | Tào Mạt Đoàn Long Nguyễn Danh Tấn | Đoàn Nghệ thuật Tổng cục Hậu cần            | 112 phút          | Nhà Lý                |                                                           | Trích từ Tiết I và II kịch bản chèo Bài ca giữ nước của Tào Mạt.                     |
| Bài ca giữ nước: Lý Thánh Tông tuyển hiền | 1983 | Tào Mạt Đoàn Long Nguyễn Thế Hồng |                                             | 100 phút          | Nhà Lý                |                                                           | Dựng từ kịch bản chèo Bài ca giữ nước của Tào Mạt.                                   |
| Bài ca giữ nước: Ỷ Lan nhiếp chính        | 1983 | Tào Mạt Đoàn Long Nguyễn Thế Hồng |                                             | 135 phút          | Nhà Lý                |                                                           | Dựng từ kịch bản chèo Bài ca giữ nước của Tào Mạt.                                   |
| Bài ca giữ nước: Lý Nhân Tông Kế Nghiệp   | 1983 | Tào Mạt Đoàn Long Vân Chi         |                                             | 155 phút          | Nhà Lý                |                                                           | Dựng từ kịch bản chèo Bài ca giữ nước của Tào Mạt.                                   |

## 1986 – 2010

### Phim điện ảnh
| Tên phim                         | Năm  | Đạo diễn                              | Diễn viên                                                   | Thời lượng (phút) | Thời đại                | Giải thưởng | Ghi chú |
| -------------------------------- | ---- | ------------------------------------- | ----------------------------------------------------------- | ----------------- | ----------------------- | --- | --- |
| Thằng Bờm                        | 1987 | Lê Đức Tiến Phạm Thanh Phong (trợ lý) | Hoàng Hiệp, Lê Vân, Trọng Phan, Trịnh Thịnh, Trần Tiến,...  | 90 phút           |                         | Liên hoan phim Việt Nam lần thứ 8: * Đạo diễn xuất sắc nhất * Âm nhạc xuất sắc nhất * Nam diễn viên xuất sắc nhất | Chuyển thể từ truyện cổ tích Việt Nam Thằng Bờm.                                                                          |
| Thủ lĩnh áo nâu                  | 1987 | Trần Phương                           | Đoàn Dũng, Trà Giang,...                                    | 70 phút           | Nhà Nguyễn (Pháp thuộc) | Liên hoan phim Việt Nam lần thứ 8: * Nữ diễn viên xuất sắc nhất                                                   | Tập 1 của bộ phim Hoàng Hoa Thám.                                                                                         |
| Lửa cháy đường chân trời         | 1987 | Trần Phương                           | Đoàn Dũng, Trà Giang, Đức Hải,...                           | 70 phút           | Nhà Nguyễn (Pháp thuộc) | | Tập 2 của bộ phim Hoàng Hoa Thám.                                                                                         |
| Phạm Công - Cúc Hoa              | 1989 | Lưu Bạch Đàn                          |                                                             |                   |                         | | Chuyển thể từ truyện thơ Phạm Công – Cúc Hoa của Dương Minh Đức Thị.                                                      |
| Thằng Cuội                       | 1989 | Đỗ Minh Tuấn                          | Trịnh Thịnh, Đỗ Hồng Quân                                   | 60 phút           |                         | | Chuyển thể từ truyện cổ tích dân gian Chú Cuội cây đa.                                                                    |
| Kỳ tích Bà Đen                   | 1989 | Lê Mộng Hoàng                         | Lê Tuấn Anh, Kim Hồng, Ngọc Hiệp,...                        |                   | Chúa Nguyễn (Lê mạt)    | | [ 2 ] |
| Lửa cháy thành Đại La            | 1989 | Lê Mộng Hoàng Lý Huỳnh                | Lý Hùng, Việt Trinh, Mộng Vân, Công Hậu,...                 |                   |                         | | [ 3 ] |
| Trạng Quỳnh                      | 1989 | Nguyễn Ngọc Trung                     | Hoàng Dũng, Quốc Toàn, Trịnh Thịnh, Minh Hằng, Huy Công...  | 120 phút          | Chúa Trịnh (Lê mạt)     | | Chuyển thể từ truyện cổ dân gian Trạng Quỳnh.                                                                             |
| Đêm hội Long Trì                 | 1989 | Hải Ninh                              |                                                             | 95 phút           | Chúa Trịnh (Lê mạt)     | Liên hoan phim Việt Nam lần thứ 9: * Quay phim xuất sắc nhất * Họa sỹ xuất sắc nhất                               | Chuyển thể từ tiểu thuyết Đêm hội Long Trì của Nguyễn Huy Tưởng.                                                          |
| Kiếp phù du                      | 1990 | Hải Ninh Hà Thanh Vân Trần Quốc Huân  |                                                             | 95 phút           | Chúa Trịnh (Lê mạt)     | Liên hoan phim Việt Nam lần thứ 9: * Bông sen bạc * Quay phim xuất sắc nhất * Nhạc sĩ xuất sắc nhất               | Chuyển thể từ tiểu thuyết Đêm hội Long Trì của Nguyễn Huy Tưởng. Phần tiếp theo của phim Đêm hội Long Trì.                |
| Thăng Long đệ nhất kiếm          | 1990 | Lê Mộng Hoàng                         | Lý Hùng, Diễm Hương, Mộng Vân,...                           |                   | Nhà Tây Sơn             | | Chuyển thể từ tiểu thuyết Thăng Long đệ nhất kiếm của Lệ Khanh, Yến Linh.                                                 |
| Học trò Thủy Thần                | 1990 | Khánh Dư                              | Mạnh Sinh, Huy Công, Lê Dũng Nhi, Nguyễn Xuân Như...        | 67 phút           | Nhà Trần                | Liên hoan phim Việt Nam lần thứ 9: * Quay phim xuất sắc nhất                                                      | Chuyển thể từ truyện cổ tích Việt Nam Sự tích đầm Mực.                                                                    |
| Tây Sơn hiệp khách               | 1990 | Lê Hoàng Hoa                          | Lý Hùng, Diễm Hương, Mộng Vân, Ngọc Hiệp, Lê Cung Bắc,...   |                   | Nhà Tây Sơn             | | |
| Ngọc Trản thần công              | 1991 | Lê Hoàng Hoa                          | Việt Trinh, Lê Công Tuấn Anh, Lê Tuấn Anh, Ngọc Hiệp,...    |                   | Nhà Tây Sơn             | | Phần 2 của phim Tây Sơn hiệp khách.                                                                                       |
| Tấm Cám                          | 1991 | Lê Hữu Lương                          | Diễm Hương, Thái San, Kim Xuân,...                          |                   |                         | | Chuyển thể từ truyện cổ tích Việt Nam Tấm Cám.                                                                            |
| Tình người kiếp rắn              | 1991 | Lưu Bạch Đàn                          | Xuân Lan, Nguyễn Huỳnh, Bắc Sơn, Công Hậu,...               | 90 phút           |                         | | |
| Tráng sĩ Bồ Đề                   | 1991 | Lê Mộng Hoàng                         | Lý Hùng, Thu Hà, Lê Tuấn Anh, Giáng Mi,...                  | 99 phút           | Nhà Đinh                | | Chuyển thể từ tiểu thuyết Tráng sĩ Bồ Đề của Mai Viên.                                                                    |
| Sơn thần thủy quái               | 1991 | Xuân Cường                            | Diễm Hương, Lý Hùng, Mộng Vân, Công Hậu,...                 | 142 phút          | Hồng Bàng               | | Chuyển thể từ truyền thuyết Việt Nam Sơn Tinh - Thủy Tinh.                                                                |
| Truyền thuyết tình yêu Thần Nước | 1991 | Hà Sơn                                | Võ Hoài Nam, Lê Vân, Minh Thu, Sỹ Cường,...                 | 70 phút           | Hồng Bàng               | Liên hoan phim Việt Nam lần thứ 10: * Quay phim xuất sắc nhất                                                     | Chuyển thể từ truyện ngắn Sự tích những ngày đẹp trời của Hòa Vang, dựa trên truyền thuyết Việt Nam Sơn Tinh - Thủy Tinh. |
| Tình yêu bên bờ vực thẳm         | 1992 | Hải Ninh Trọng Phan                   | Thu Hà, Hoàng Cúc, Trọng Phan, Đoàn Dũng, Đào Mộng Long,... | 65 phút           | Nhà Nguyễn              | | Chuyển thể từ tiểu thuyết Đỉnh non thần của Lan Khai.                                                                     |
| Chuyện tình Mỵ Châu              | 1992 | Phan Hoàng                            | Thu Hà, Đơn Dương, Lê Cung Bắc, Trọng Khôi, Thái San,...    | 85 phút           | Âu Lạc                  | | |
| Công chúa và bảy chú lùn         |      | Lê Mộng Hoàng                         |                                                             | 93 phút           |                         | | Phỏng theo phim hoạt hình Nàng Bạch Tuyết và bảy chú lùn của Walt Disney.                                                 |
| Dã tràng xe cát biển Đông        | 1995 | Khánh Dư                              | Huy Công...                                                 | 90 phút           |                         | | Chuyển thể từ truyện cổ tích Việt Nam Sự tích con dã tràng                                                                |
| Thạch Sanh                       | 1995 | Phan Hoàng                            |                                                             |                   |                         | | Chuyển thể từ truyện thơ Thạch Sanh khuyết danh.                                                                          |
| Người con báo hiếu               | 1997 | Triệu Hoàng Quân                      | Hoàng Sơn, Diễm Hương, Kim Xuân, Nguyên Hạnh,...            | 90 phút           | Magadha (Ấn Độ)         | | |
| Đôi mắt Thái tử Câu Na La        | 1997 | Xuân Cường                            | Công Hậu, Diễm Hương, Thái San, Y Phụng, Thương Tín,...     | 150 phút          | Maurya (Ấn Độ)          | | |
| Ánh đạo vàng                     | 1998 | Triệu Hoàng Quân                      | Việt Trinh, Công Hậu,...                                    | 180 phút          | Shakya (Nepal, Ấn Độ)   | | |
| Hạt mưa rơi bao lâu              | 2005 | Đoàn Minh Phượng Đoàn Thành Nghĩa     | Trương Ngọc Ánh,...                                         | 115 phút          | Nhà Nguyễn              | Liên hoan phim Bangkok 2006: * Phim ASEAN xuất sắc nhất                                                           | [ 8 ] |

### Phim truyền hình
| Tên phim                | Năm  | Đạo diễn                                    | Diễn viên                         | Thời lượng (phút) | Thời đại                       | Giải thưởng                                                      | Ghi chú                                                                 |
| ----------------------- | ---- | ------------------------------------------- | --------------------------------- | ----------------- | ------------------------------ | ---------------------------------------------------------------- | ----------------------------------------------------------------------- |
| Hoàng Lê nhất thống chí | 1997 | Vũ Thị Trọng Liên                           |                                   | 10 tập            | Nhà Hậu Lê (Nhà Tây Sơn)       |                                                                  | Chuyển thể từ tiểu thuyết Hoàng Lê nhất thống chí của Ngô gia văn phái. |
| Trùng Quang tâm sử      | 2002 | Quang Đại                                   | Trung Dũng, Cao Minh Đạt,...      | 28 tập (45 phút)  | Nhà Hậu Trần (Bắc thuộc lần 4) |                                                                  | Chuyển thể từ tiểu thuyết Trùng Quang tâm sử của Phan Bội Châu.         |
| Chúa tàu Kim Quy        | 2002 | Châu Huế                                    |                                   | 3 tập (90 phút)   | Nhà Nguyễn                     | Cánh diều vàng 2002 (Phim truyền hình ngắn tập): * Cánh diều bạc | Chuyển thể từ tiểu thuyết Chúa tàu Kim Quy của Hồ Biểu Chánh.           |
| Lục Vân Tiên            | 2004 | Nguyễn Phương Điền, Đỗ Phú Hải Lê Bảo Trung | Chi Bảo, Hồng Ánh, Quyền Linh,... | 14 tập (40 phút)  |                                |                                                                  | Chuyển thể từ truyện thơ Lục Vân Tiên của Nguyễn Đình Chiểu.            |

## Từ 2010

### Phim điện ảnh
| Tên phim                 | Năm  | Đạo diễn                      | Diễn viên                                                                             | Thời lượng (phút) | Thời đại             | Giải thưởng | Ghi chú                                                           |
| ------------------------ | ---- | ----------------------------- | ------------------------------------------------------------------------------------- | ----------------- | -------------------- | --- | ----------------------------------------------------------------- |
| Tây Sơn hào kiệt         | 2010 | Lý Huỳnh Lý Hùng Phượng Hoàng |                                                                                       | 90 phút           | Nhà Tây Sơn          | Cánh diều vàng 2010 (Phim truyện nhựa): * Bằng khen |                                                                   |
| Khát vọng Thăng Long     | 2010 | Lưu Trọng Ninh                |                                                                                       | 110 phút          | Nhà Lý               | Cánh diều vàng 2010 (Phim truyện nhựa): * Cánh diều bạc * Đạo diễn xuất sắc nhất * Nam diễn viên chính xuất sắc nhất |                                                                   |
| Long thành cầm giả ca    | 2010 | Đào Bá Sơn                    | Quách Ngọc Ngoan, Nhật Kim Anh,...                                                    | 120 phút          | Lê mạt Nhà Nguyễn    | Cánh diều vàng 2010 (Phim truyện nhựa): * Cánh diều Vàng * Biên kịch xuất sắc nhất * Họa sĩ xuất sắc nhất Liên hoan phim Việt Nam lần thứ 17: * Nam diễn viên chính xuất sắc nhất * Họa sĩ thiết kế xuất sắc nhất * Giải thưởng của ban giám khảo | Chuyển thể từ bài thơ Long thành cầm giả ca của Nguyễn Du.        |
| Thiên mệnh anh hùng      | 2012 | Victor Vũ                     |                                                                                       | 100 phút          | Nhà Lê sơ            | Cánh diều vàng 2012 (Phim điện ảnh): * Cánh diều vàng * Đạo diễn xuất sắc nhất * Quay phim xuất sắc nhất * Nam diễn viên chính xuất sắc nhất Liên hoan phim Việt Nam lần thứ 18: * Bông sen bạc * Đạo diễn xuất sắc                               |                                                                   |
| Lửa Phật                 | 2013 | Dustin Nguyễn                 | Dustin Nguyễn, Ngô Thanh Vân, Thái Hòa, Hiếu Hiền, Đinh Ngọc Diệp,...                 | 104 phút          | Giả tưởng            | Liên hoan phim Việt Nam lần thứ 18: * Nam diễn viên phụ xuất sắc |                                                                   |
| Mỹ nhân kế               | 2013 | Nguyễn Quang Dũng             | Thanh Hằng, Tăng Thanh Hà, Ngọc Quyên, Kim Dung, Diễm My 9x, Phạm Anh Khoa,...        | 83 phút           |                      | |                                                                   |
| Cuộc chiến với Chằn Tinh | 2014 | Đỗ Quang Hải Âu               | Ngọc Hiếu, Dương Cẩm Lynh, Tuấn Voi,...                                               | 100 phút          | Âu Lạc               | | [ 16 ]                                                            |
| Mỹ nhân                  | 2015 | Đinh Thái Thụy                | Quách Ngọc Ngoan, Triệu Thị Hà, Trọng Hải, Kim Hiền...                                | 90 phút           | Chúa Nguyễn (Lê mạt) | Cánh diều vàng 2015 (Phim truyện điện ảnh): * Nữ diễn viên phụ xuất sắc | [ 18 ]                                                            |
| Tấm Cám: Chuyện chưa kể  | 2016 | Ngô Thanh Vân                 | Ngô Thanh Vân, Ngọc Giàu, Thành Lộc, Hiếu Hiền,...                                    | 109 phút          |                      | Cánh diều vàng 2016 (Phim điện ảnh): * Âm nhạc xuất sắc | Chuyển thể từ truyện cổ tích Việt Nam Tấm Cám.                    |
| Trạng Quỳnh              | 2019 | Đức Thịnh                     | Quốc Anh, Nhã Phương, Trấn Thành, Công Dương, Khả Như...                              | 95 phút           | Chúa Trịnh (Lê mạt)  | Cánh diều vàng 2018 (Phim truyền hình): * Âm nhạc xuất sắc | Lấy cảm hừng từ nhân vật dân gian Trạng Quỳnh                     |
| 3D Cung tâm kế           | 2019 | Xuân Trang                    | Minh Nhí, Hồng Vân, Thúy Nga, Lê Lộc, Xuân Nghị,...                                   | 95 phút           |                      | |                                                                   |
| Trạng Tí phiêu lưu ký    | 2022 | Phan Gia Nhật Linh            | Hữu Khang, Trần Đức Anh, Phan Bảo Tiên, Vương Hoàng Long, Nguyễn Ngọc Kim Thư...      | 105 phút          |                      | | Chuyển thể từ truyện tranh Thần đồng Đất Việt của họa sĩ Lê Linh. |
| Huyền sử vua Đinh        | 2022 | Anthony Võ                    | Anh Tài, Sala Uyên Trinh, Ngô Tiến Thành, Ngô Phước Thiện, Đỗ Thành,...               | 78 phút           | Nhà Đinh Nhà Tiền Lê | |                                                                   |
| Kẻ ăn hồn                | 2023 | Trần Hữu Tấn                  | Hoàng Hà, Võ Điền Gia Huy, Huỳnh Thanh Trực, Lan Phương, Lý Hồng Ân, NSUT Chiều Xuân. | 109 phút          |                      | | Chuyển thể từ tiểu thuyết cùng tên của nhà văn Thảo Trang.        |
| Cám                      | 2024 | Trần Hữu Tấn                  | Thúy Diễm, Quốc Cường, Hải Nam, NSƯT Ngọc Hiệp, Trần Thiên Tú, Lâm Thanh Mỹ           | 122 phút          |                      | | Lấy cảm hứng từ truyện cổ tích Việt Nam Tấm Cám.                  |

### Phim truyền hình
| Tên phim                                | Năm  | Đạo diễn                                  | Diễn viên | Thời lượng (phút)    | Thời đại                    | Giải thưởng                                                                                                 | Ghi chú |
| --------------------------------------- | ---- | ----------------------------------------- | --- | -------------------- | --------------------------- | --- | --- |
| Lều chõng                               | 2010 | Nguyễn Thanh Vân Ngô Huy Hoàng            | Nguyễn Chí Trung, Khắc Mẫn, Duy Khoa, Bảo Yến,...                                                                | 23 tập (15 phút)     | Nhà Nguyễn                  | Cánh diều vàng 2009 (Phim truyền hình nhiều tập): * Cánh diều bạc * Đạo diễn xuất sắc nhất                  | Chuyển thể từ tiểu thuyết Lều chõng của Ngô Tất Tố.                                                                                     |
| Về đất Thăng Long                       | 2010 | Trần Ngọc Phong Đinh Thái Thụy Lê Chí Bửu | | 40 tập               | Nhà Tiền Lê Nhà Lý          | | [ 22 ] |
| Lý Công Uẩn: Đường tới thành Thăng Long | 2010 | Cận Đức Mậu Tạ Huy Cường                  | | 19 tập (45 phút)     | Nhà Đinh Nhà Tiền Lê Nhà Lý | | Phim được quay tại phim trường Hoành Điếm (Trung Quốc). Bị cấm chiếu do sử dụng phục trang Trung Quốc và kịch bản làm sai lệch lịch sử. |
| Huyền sử thiên đô                       | 2011 | Đặng Tất Bình Phạm Thanh Phong            | | 42 tập (45 phút)     | Nhà Tiền Lê Nhà Lý          | | |
| Anh chàng vượt thời gian                | 2011 | Hoàng Thiên Trụ                           | Hứa Vỹ Văn, Nhã Phương, Don Nguyễn, Thủy Hương,...                                                               | 36 tập               |                             | | Bị ngừng phát sóng sau 18 tập vì chất lượng quá thảm hại.                                                                               |
| Anh hùng Nguyễn Trung Trực              | 2012 | Phan Hoàng                                | Lý Anh Tuấn, Lã Thiên Cầm, Châu Thế Tâm, Mai Sơn Lâm,...                                                         | 20 tập (45 phút)     | Nhà Nguyễn                  | | [ 25 ] [ 26 ] |
| Thái sư Trần Thủ Độ                     | 2013 | Đào Duy Phúc                              | | 34 tập (45 phút)     | Nhà Lý Nhà Trần             | Cánh diều vàng 2012 (Phim truyền hình): * Cánh diều vàng * Đạo diễn xuất sắc nhất * Biên kịch xuất sắc nhất | |
| Đinh Tiên hoàng đế                      | 2013 | Trần Tuấn Hiệp                            | Trọng Hùng, Thu Hà,...                                                                                           | 12 tập (45 phút)     | Nhà Ngô Nhà Đinh            | | |
| Bình Tây đại nguyên soái                | 2013 | Phan Hoàng                                | Huỳnh Trường Thịnh, Khánh Uyên, Lý Anh Tuấn, Na Anh,...                                                          | 40 tập (45 phút)     | Nhà Nguyễn                  | Cánh diều vàng 2013 (Phim truyền hình): * Cánh diều bạc * Biên kịch xuất sắc                                | |
| Minh Tâm kỳ án                          | 2016 | Chu Thiện                                 | Quốc Huy, Văn Ruy, Quốc Thuận, Vương Nhật Huy,...                                                                | 24 tập (45 phút)     | Nhà Lê sơ                   | | [ 28 ] |
| Tể tướng Lưu Nhân Chú                   | 2016 | Đỗ Minh Tuấn                              | Trịnh Ngân Hà, Viên Hoàng Thu,...                                                                                | 5 tập                | Bắc thuộc lần 4 Nhà Lê sơ   | | [ 29 ] |
| Trần Trung kỳ án                        | 2017 | Bùi Ngọc Phương Nam                       | Hòa Hiệp, Thanh Trúc, Phương Dung, Thanh Điền, Võ Thành Tâm,...                                                  | 43 tập               | Nhà Nguyễn                  | | |
| Thế giới cổ tích                        | 2018 | Nguyễn Minh Chung Quách Khoa Nam          | | 50 tập (30 phút)     |                             | | Chuyển thể từ truyện cổ tích Việt Nam. Phiên bản truyền hình của loạt phim Cổ tích Việt Nam.                                            |
| Trần Trung kỳ án 2                      | 2018 | Bùi Ngọc Phương Nam                       | Hòa Hiệp, Nguyệt Ánh, Thanh Trúc, Kiều Trinh, Công Ninh...                                                       | 38 tập               | Nhà Nguyễn                  | | |
| Cậu bé nước Nam                         | 2019 | Quách Khoa Nam                            | | 50 tập (7-26 phút)   |                             | | Chuyển thể từ truyện tranh Thần đồng Đất Việt của họa sĩ Lê Linh.                                                                       |
| Hai chàng hảo hớn                       | 2020 | Quách Khoa Nam                            | | 50 tập (10-26 phút)  |                             | | [ 30 ] |
| Đò xuôi vạn lý                          | 2020 | Nguyễn Duy Võ Ngọc                        | Quang Sự, Lâm Minh Thắng, Ngân Quỳnh, Oanh Kiều, Lee Nghĩa, Phúc An,...                                          | 31 tập (45 phút)     |                             | | [ 31 ] |
| Nghiệp sinh tử                          | 2020 | Bùi Ngọc Phương Nam                       | | 238 tập (35-50 phút) |                             | | Kéo dài 4 phần phim. |
| Đại Hành Hoàng đế Lê Hoàn               | 2023 | Tạ Quỳnh Tư                               | Thiện Tùng, Trần Quang Lậm, Võ Thanh Lâm, Nguyễn Mạnh Hà, Nguyễn Thị Sâm, Lê Khả Sinh,...                        | 4 tập (30 phút)      |                             | | Phim tài liệu |
| Tết ở làng địa ngục                     | 2023 | Trần Hữu Tấn                              | Quang Tuấn, Nguyên Thảo, NSƯT Phú Đôn, Võ Tấn Phát, Lan Phương, NSƯT Văn Báu, NSƯT Hạnh Thúy, NSƯT Chiều Xuân... | 12 tập (45 phút)     |                             | | Chuyển thể từ tiểu thuyết cùng tên của nhà văn Thảo Trang                                                                               |

### Phim chiếu mạng
| Tên phim                | Năm  | Đạo diễn       | Diễn viên                                                                                              | Thời lượng (phút) | Thời đại   | Giải thưởng | Ghi chú |
| ----------------------- | ---- | -------------- | --- | ----------------- | ---------- | ----------- | --- |
| Bí mật Trường Sanh cung | 2019 | Nguyễn Tài Nam | Trịnh Kim Chi, Cao Thái Hà, Tata Thụy Anh, Quốc Huy,...                                                | 10 tập (30 phút)  |            |             | Ngừng sản xuất sau scandal đạo kịch bản Diên Hi công lược.                                                     |
| Phượng khấu             | 2020 | Huỳnh Tuấn Anh | Thành Lộc, Hồng Vân, Hồng Đào, Tuyết Thu, Ngọc Hiệp, Lê Thiện, Minh Trang...                           | 11 tập (45 phút)  | Nhà Nguyễn |             | |
| Hoàng quý muội          | 2020 | Luk Vân        | Lâm Thanh Mỹ,...                                                                                       | 16 tập            | Nhà Trần   |             | |
| Gái xấu 'xiên' không    | 2021 | FPT            | Minh Thảo, Phương Giang, Nhật Hào, Tiểu Quyên, Hùng Phạm, Quang Đào, Thành Đạt, Sỹ Luân, Trần Vịnh,... | 90 phút           |            |             | Phim quảng cáo                                                                                                 |
| Kiều                    | 2021 | Mai Thu Huyền  | Mỹ Duyên, Cao Thái Hà...                                                                               |                   |            |             | Lấy cảm hứng từ Truyện Kiều của Nguyễn Du. Ban đầu là phim điện ảnh, sau đó chuyển sang chiếu mạng do thua lỗ. |

## Phát hành độc lập
Gồm những bộ phim phát hành dưới dạng băng, đĩa DVD,... Những phim này sau đó có thể được phát sóng trên truyền hình.
| Tên phim                       | Năm  | Đạo diễn                                                   | Diễn viên                                                                | Thời lượng (phút) | Thời đại                | Giải thưởng                                                                               | Ghi chú                                                                                  |
| ------------------------------ | ---- | ---------------------------------------------------------- | ------------------------------------------------------------------------ | ----------------- | ----------------------- | ----------------------------------------------------------------------------------------- | ---------------------------------------------------------------------------------------- |
| Cổ tích Việt Nam               | 1993 | Minh Chung Lâm Lê Dũng Quách Khoa Nam Xuân Phước Hoàng Sơn |                                                                          |                   |                         | Liên hoan phim Việt Nam lần thứ 11: * Giải đặc biệt (Phim truyện dành cho thiếu nhi)      | Chuyển thể từ truyện cổ tích Việt Nam. Kéo dài 20 năm.                                   |
| Râu quặp                       | 2004 | Phạm Đông Hồng                                             | Hán Văn Tình, Vân Dung, Xuân Bắc, Minh Hằng, Quốc Anh, Hồ Liên           | 97 phút           |                         |                                                                                           | Chuyển thể từ truyện cười dân gian Việt Nam.                                             |
| Thầy dởm                       | 2005 | Phạm Đông Hồng                                             | Công Lý, Xuân Hinh, Quốc Anh, Quang Tèo,...                              | 70 phút           |                         |                                                                                           | Chuyển thể từ truyện cười dân gian Việt Nam.                                             |
| Trẻ con không được ăn thịt chó | 2005 | Phạm Đông Hồng                                             | Hoài Linh, Hồng Vân,...                                                  | 32 phút           |                         |                                                                                           |                                                                                          |
| Lên voi                        | 2006 | Phạm Đông Hồng                                             | An Chinh, Kim Oanh, Quốc Anh, Minh Hằng, Quang Thắng, Xuân Hinh,...      | 84 phút           | Nhà Nguyễn (Pháp thuộc) |                                                                                           |                                                                                          |
| Tửu sắc                        | 2007 | Phạm Đông Hồng                                             | Quang Thắng, Quốc Anh, Bình Trọng, Hồ Liên, Ngọc Dung,...                | 20 phút           |                         |                                                                                           | Chuyển thể từ truyện cười dân gian Việt Nam.                                             |
| Giấc mơ của Chí Phèo           | 2009 | Phạm Đông Hồng                                             | Trung Hiếu, Thúy Nga, Quốc Anh, Minh Hằng, Thu Hằng,...                  | 2 tập (46 phút)   | Nhà Nguyễn (Pháp thuộc) |                                                                                           | Lấy cảm hứng từ truyện ngắn Chí Phèo của Nam Cao.                                        |
| Người ngựa, ngựa người         | 2009 | Phạm Đông Hồng                                             | Thanh Thanh Hiền, Xuân Hinh,...                                          | 30 phút           |                         |                                                                                           | Lấy cảm hứng từ truyện ngắn Người ngựa, ngựa người của Nguyễn Công Hoan.                 |
| Nước mắt khô                   | 2009 | Nguyễn Khắc Trịnh                                          | Thiên Kim, Nhan Thanh Toàn, Thuyên Trang,...                             | 22 phút           |                         |                                                                                           | Phim ngắn                                                                                |
| Siêu nịnh                      | 2011 | Phạm Đông Hồng                                             | Công Lý, Vân Dung, Quốc Anh,...                                          | 40 phút           |                         |                                                                                           |                                                                                          |
| Thị Hến kén chồng              | 2012 | Trần Minh                                                  | Thu Huyền, Ngọc Phú, Quốc Anh, Quốc Chiêm, Thúy Mùi, Mai Hương,...       | 100 phút          |                         |                                                                                           | Chuyển thể từ kịch bản của Nguyễn Văn Tiến, phỏng theo vở tuồng dân gian Ngao Sò Ốc Hến. |
| Chiếc gương của Trời           | 2013 | Phạm Đông Hồng                                             | Hồng Vân, Xuân Hinh, Tiến Đạt, Thanh Nhàn, Thu Hà,...                    | 34 phút           |                         |                                                                                           |                                                                                          |
| Không hề biết giận             | 2013 | Phạm Đông Hồng                                             | Xuân Bắc, Tự Long, Quốc Anh, Công Lý, Văn Toản, Ngọc Anh,...             | 85 phút           |                         |                                                                                           | Chuyển thể từ truyện cười dân gian Việt Nam.                                             |
| Con đường giác ngộ             | 2014 | Công Hậu                                                   |                                                                          | 4 tập (90 phút)   | Shakya (Nepal, Ấn Độ)   | Liên hoan phim Vesak 2014: * Phim truyền hình nhiều tập hay nhất * Đạo diễn xuất sắc nhất |                                                                                          |
| Chôn nhời 1                    | 2014 | Phạm Đông Hồng                                             | Quang Thắng, Kim Oanh, Quốc Anh, Phạm Bằng, Minh Hằng, Hán Văn Tình,...  | 85 phút           |                         |                                                                                           |                                                                                          |
| Chôn nhời 2                    | 2015 | Phạm Đông Hồng                                             | Quang Thắng, Kim Oanh, Quốc Anh, Phạm Bằng, Minh Hằng, Tú Vịt,..         | 85 phút           |                         |                                                                                           |                                                                                          |
| Quan Trường - Trường Quan      | 2015 | Phạm Đông Hồng                                             | Xuân Bắc, Tự Long, Trung Hiếu,...                                        | 120 phút          |                         |                                                                                           | Chuyển thể từ truyện cười dân gian Việt Nam.                                             |
| Chôn nhời 3                    | 2016 | Phạm Đông Hồng                                             | Quang Thắng, Kim Oanh, Quốc Anh, Phạm Bằng, Minh Hằng, Hiệp Gà,...       | 128 phút          |                         |                                                                                           |                                                                                          |
| Chôn nhời 4                    | 2017 | Phạm Đông Hồng                                             | Quang Thắng, Kim Oanh, Quốc Anh, Đức Khuê, Minh Hằng, Hiệp Gà,...        | 135 phút          |                         |                                                                                           |                                                                                          |
| Bờm                            | 2017 | Phạm Đông Hồng                                             | Trung Dân, Bùi Bài Bình, Đỗ Duy Nam, Quang Tèo,...                       | 90 phút           |                         |                                                                                           | Chuyển thể từ truyện cổ tích Việt Nam Thằng Bờm.                                         |
| Chôn nhời 5                    | 2018 | Phạm Đông Hồng                                             | Quang Thắng, Kim Oanh, Quốc Anh, Đức Khuê, Minh Hằng, Hiệp Gà,...        | 141 phút          |                         |                                                                                           |                                                                                          |
| Họ Lý tên Thông                | 2018 | Phạm Đông Hồng                                             | Trung Hiếu, Tiến Đạt, Thanh Tú, Quốc Chiêm, Quỳnh Kool,...               | 135 phút          |                         |                                                                                           | Lấy cảm hứng từ truyện thơ Thạch Sanh khuyết danh.                                       |
| Mưa trên cuộc tình             | 2019 |                                                            | Đan Trường, Hạ Vy, Thanh Tú, Ngô Kiến Huy, Huỳnh Lập, Việt Hương,...     | 29 phút           | Đông Tấn (Trung Quốc)   |                                                                                           | Lấy cảm hứng từ truyền thuyết Lương Sơn Bá – Chúc Anh Đài. Phim ngắn ca nhạc.            |
| Giấc mộng quan trường          | 2019 | Linh Đồng                                                  | Tiến Đạt, Thu Hạnh, Trung Dân, Hồ Phong, Thanh Hương, Giang Còi,...      | 2 tập (125 phút)  |                         |                                                                                           |                                                                                          |
| Thói đời                       | 2021 | Trung Trần                                                 | Quốc Anh, Phú Đôn, Đức Khuê, Minh Hằng, Hồ Liên,...                      | 141 phút          |                         |                                                                                           |                                                                                          |
| Sắc phong                      | 2022 | Trung Trần                                                 | Quốc Anh, Phú Đôn, Tiến Đạt, Thanh Tú, Anh Tuấn,...                      | 2 tập (145 phút)  |                         |                                                                                           |                                                                                          |
| Ai là chưởng lễ?               | 2023 | Trung Trần                                                 | Quốc Anh, Phú Đôn, Tạ Tuấn Minh, Thanh Tú, Thanh Hương,...               | 2 tập (125 phút)  |                         |                                                                                           |                                                                                          |
| Thị Hến kén chồng 2            | 2024 | Nguyễn Đức Chiến                                           | Quốc Anh, Anh Quân, Thanh Dương, Thanh Hương, Lâm Đức Anh, Mạnh Quân,... | 60 phút           |                         |                                                                                           | Lấy cảm hứng từ vở tuồng dân gian Ngao Sò Ốc Hến.                                        |

## Phim bối cảnh Pháp thuộc

### Phim điện ảnh
| Tên phim                | Năm  | Đạo diễn                    | Diễn viên                                                              | Thời lượng (phút) | Thời đại                                   | Giải thưởng | Ghi chú |
| ----------------------- | ---- | --------------------------- | ---------------------------------------------------------------------- | ----------------- | ------------------------------------------ | --- | --- |
| Vợ chồng A Phủ          | 1961 | Mai Lộc                     |                                                                        |                   | Nhà Nguyễn (Pháp thuộc)                    | | Chuyển thể từ truyện ngắn Vợ chồng A Phủ của Tô Hoài.                                                             |
| Kim Đồng                | 1964 | Nông Ích Đạt Vũ Phạm Từ     |                                                                        |                   | Nhà Nguyễn (Pháp thuộc)                    | | |
| Lan và Điệp             | 1972 | Lê Dân                      | Thanh Nga, Thanh Tú, Bạch Tuyết, Ba Vân, Ngọc Giàu, Năm Châu,...       |                   | Pháp thuộc                                 | | Chuyển thể từ kịch bản cải lương Lan và Điệp của Trần Hữu Trang.                                                  |
| Chị Dậu                 | 1980 | Phạm Văn Khoa               | Lê Vân, Nguyễn Anh Thái, Trịnh Thịnh, Nguyễn Tuân, Kim Lân,...         | 80 phút           | Nhà Nguyễn (Pháp thuộc)                    | Liên hoan phim Nantes (1980): * Huy chương Vàng dành cho diễn viên chính xuất sắc nhất | Chuyển thể từ tiểu thuyết Tắt đèn của Ngô Tất Tố.                                                                 |
| Làng Vũ Đại ngày ấy     | 1982 | Phạm Văn Khoa               | Hữu Mười, Bùi Cường, Đức Lưu, Kim Lân,...                              | 90 phút           | Nhà Nguyễn (Pháp thuộc)                    | Liên hoan Phim Việt Nam lần thứ 6: * Nam diễn viên chính xuất sắc nhất | Chuyển thể từ truyện ngắn Sống mòn, Chí Phèo và Lão Hạc của Nam Cao.                                              |
| Lá ngọc cành vàng       | 1989 | Vũ Châu                     | Thu Hà,...                                                             | 90 phút           | Nhà Nguyễn (Pháp thuộc)                    | Liên hoan phim Việt Nam lần thứ 9: * Bông sen bạc * Quay phim xuất sắc nhất * Nữ diễn viên xuất sắc nhất | Chuyển thể từ tiểu thuyết Lá ngọc cành vàng của Nguyễn Công Hoan.                                                 |
| Lan và Điệp             | 1990 | Trần Vũ Nguyễn Hữu Luyện    | Như Quỳnh, Trần Thạch, Hoàng Yến, Thu An,...                           |                   | Nhà Nguyễn (Pháp thuộc)                    | | Chuyển thể từ tiểu thuyết Tắt lửa lòng của Nguyễn Công Hoan và kịch bản cải lương Lan và Điệp của Trần Hữu Trang. |
| Thanh gươm để lại       | 1992 | Lý Huỳnh (chỉ đạo võ thuật) | Công Hậu, Lý Hùng,...                                                  |                   | Nhà Nguyễn (Pháp thuộc)                    | | [ 38 ] [ 39 ] |
| Giông tố                | 1993 | Nguyễn Mạnh Lân             | Yến Chi, Trọng Khôi, Mạnh Cường, Hoàng Cúc, Trịnh Thịnh, Hoàng Yến,..  | 141 phút          | Nhà Nguyễn (Pháp thuộc)                    | | Chuyển thể từ tiểu thuyết Giông tố của nhà văn Vũ Trọng Phụng.                                                    |
| Mê Thảo, thời vang bóng | 2004 | Việt Linh                   |                                                                        | 110 phút          | Nhà Nguyễn (Pháp thuộc)                    | Cánh diều vàng 2002 (Phim nhựa): * Giải khuyến khích Liên hoan phim Việt Nam lần thứ 14: * Thiết kế mỹ thuật xuất sắc nhất * Nữ diễn viên phụ xuất sắc nhất | Chuyển thể từ truyện ngắn Chùa Đàn của Nguyễn Tuân.                                                               |
| Mùa len trâu            | 2004 | Nguyễn Võ Nghiêm Minh       |                                                                        | 102 phút          | Pháp thuộc                                 | | Chuyển thể từ truyện ký Mùa len trâu trong tập truyện Hương rừng Cà Mau của Sơn Nam.                              |
| Dòng máu anh hùng       | 2007 | Charlie Nguyễn              | Johnny Trí Nguyễn, Ngô Thanh Vân, Dustin Nguyễn, Nguyễn Chánh Tín,...  | 103 phút          | Pháp thuộc                                 | Liên hoan phim Việt Nam lần thứ 15: * Bông sen bạc * Quay phim xuất sắc nhất * Nữ diễn viên xuất sắc nhất * Nhạc sĩ xuất sắc nhất * Họa sĩ xuất sắc nhất | |
| Nhìn ra biển cả         | 2010 | Vũ Châu                     | Minh Đức, Mạnh Cường, Thu Hà, Trung Hiếu,...                           | 95 phút           | Nhà Nguyễn (Pháp thuộc)                    | | |
| Vượt qua bến Thượng Hải | 2010 | Triệu Tuấn Phạm Đông Vũ     | Minh Hải, Mỹ Duyên, Lê Thái Hòa, Quốc Quân,...                         | 95 phút           | Nhà Nguyễn (Pháp thuộc) Trung Hoa Dân Quốc | | |
| Thầu Chín ở Xiêm        | 2015 | Bùi Tuấn Dũng               | Mạnh Trường, Văn Phượng, Trung Anh, Hoàng Hải,...                      | 88 phút           | Nhà Nguyễn (Pháp thuộc) Xiêm (Thái Lan)    | Liên hoan phim Việt Nam lần thứ 19: * Giải Ban giám khảo * Kịch bản xuất sắc | |
| Mẹ chồng                | 2017 | Lý Minh Thắng               | Thanh Hằng, Lan Khuê, Midu,...                                         | 90 phút           |                                            | Cánh diều vàng 2017 (Phim điện ảnh): * Nữ diễn viên phụ xuất sắc | |
| Người bất tử            | 2018 | Victor Vũ                   | Quách Ngọc Ngoan,...                                                   | 132 phút          | Pháp thuộc                                 | | |
| Vợ ba                   | 2019 | Ash Mayfair                 | Lê Vũ Long, Trần Nữ Yên Khê, Nguyễn Phương Trà My, Maya, Như Quỳnh,... | 97 phút           | Nhà Nguyễn (Pháp thuộc)                    | Liên hoan phim quốc tế Toronto 2018: * Phim châu Á xuất sắc nhất * Giải của NETPAC Liên hoan phim quốc tế Chicago: * Đạo diễn trẻ xuất sắc nhất Liên hoan phim quốc tế Kolkata lần thứ 24: * Phim hay nhất Liên hoan phim quốc tế Cairo lần thứ 40: * Đóng góp nghệ thuật xuất sắc nhất | Phim bị cấm chiếu tại Việt Nam do vi phạm Luật trẻ em, sử dụng diễn viên dưới 13 tuổi đóng cảnh "nóng".           |
| Tuổi trẻ Hoàng Văn Thụ  | 2019 | Triệu Tuấn                  | Hoàng Công, Tuấn Phương, Lý Văn Hùng, Phạm Thái Hòa,...                | 90 phút           | Nhà Nguyễn (Pháp thuộc)                    | | Chuyển thể từ tiểu thuyết Hoa bất tử của Trường Thanh.                                                            |
| Cậu Vàng                | 2021 | Trần Vũ Thủy                | Viết Liên, Chiều Xuân, Will (365), Trần Lê Nam, Trần Doãn Hoàng,...    | 96 phút           | Nhà Nguyễn (Pháp thuộc)                    | | Chuyển thể từ truyện ngắn Lão Hạc và Chí Phèo của Nam Cao.                                                        |

### Phim truyền hình
| Tên phim                        | Năm  | Đạo diễn                  | Diễn viên                                                                        | Thời lượng (phút) | Thời đại                                          | Giải thưởng                                                                                | Ghi chú                                                                                                |
| ------------------------------- | ---- | ------------------------- | -------------------------------------------------------------------------------- | ----------------- | ------------------------------------------------- | ------------------------------------------------------------------------------------------ | --- |
| Số đỏ                           | 1990 | Hà Văn Trọng Lộng Chương  | Quốc Trọng, Thanh Trầm, Như Quỳnh, Lộng Chương, Trịnh Thịnh,...                  | 8 tập (35 phút)   | Nhà Nguyễn (Pháp thuộc)                           |                                                                                            | Chuyển thể từ tiểu thuyết Số đỏ của nhà văn Vũ Trọng Phụng.                                            |
| Đất phương Nam                  | 1997 | Nguyễn Vinh Sơn           | Hùng Thuận, Phùng Ngọc, Mạnh Dung, Kiều Oanh, Cát Phượng,...                     | 11 tập (60 phút)  | Pháp thuộc                                        |                                                                                            | Chuyển thể từ tiểu thuyết Đất rừng phương Nam của Đoàn Giỏi.                                           |
| Con nhà nghèo                   | 1998 | Hồ Ngọc Xum               |                                                                                  | 5 tập (60 phút)   | Pháp thuộc                                        |                                                                                            | Chuyển thể từ tiểu thuyết Con nhà nghèo của Hồ Biểu Chánh.                                             |
| Đồng Nọc Nạn                    | 2004 | Trần Vịnh                 | Minh Chiến, Hoa Thúy, Đoàn Dũng, Quốc Anh,...                                    | 5 tập             | Pháp thuộc                                        |                                                                                            | Lấy cảm hứng từ vụ án Nọc Nạng, do Chu Lai viết kịch bản.                                              |
| Ngọn nến Hoàng cung             | 2004 | Nguyễn Quốc Hưng          | Huỳnh Anh Tuấn, Yến Chi,...                                                      | 45 tập (30 phút)  | Nhà Nguyễn (Pháp thuộc) Việt Nam Dân chủ Cộng hòa | Cánh diều vàng 2004 (Phim truyện video dài tập): * Cánh diều vàng                          | |
| Nợ đời                          | 2006 | Đỗ Phú Hải                |                                                                                  | 17 tập            | Pháp thuộc                                        |                                                                                            | Chuyển thể từ tiểu thuyết Nợ đời của Hồ Biểu Chánh.                                                    |
| Con đường sáng                  | 2008 | Phạm Việt Thanh           | Lê Khanh, Trần Lực, Trọng Trinh, Đan Lê, Ngọc Bích, Xuân Bắc,...                 | 15 tập (50 phút)  | Nhà Nguyễn (Pháp thuộc) Việt Nam Dân chủ Cộng hòa |                                                                                            | [ 50 ]                                                                                                 |
| Cay đắng mùi đời                | 2008 | Hồ Ngọc Xum               |                                                                                  | 9 tập             | Pháp thuộc                                        |                                                                                            | Chuyển thể từ tiểu thuyết Cay đắng mùi đời của Hồ Biểu Chánh.                                          |
| Tình án                         | 2009 | Võ Việt Hùng              |                                                                                  | 23 tập            | Pháp thuộc                                        |                                                                                            | Chuyển thể từ tiểu thuyết Cư Kỉnh của Hồ Biểu Chánh.                                                   |
| Tại tôi                         | 2010 | Hồ Ngọc Xum               |                                                                                  | 19 tập (45 phút)  | Pháp thuộc                                        |                                                                                            | Chuyển thể từ tiểu thuyết Tại tôi của Hồ Biểu Chánh.                                                   |
| Khóc thầm                       | 2010 | Võ Việt Hùng              | Trương Minh Quốc Thái, Quỳnh Lam, Kim Loan, Hồng Sáp, Chí Hải, Bích Hằng,...     | 15 tập            | Pháp thuộc                                        |                                                                                            | Chuyển thể từ tiểu thuyết Khóc thầm của Hồ Biểu Chánh.                                                 |
| Lòng dạ đàn bà                  | 2011 | Hồ Ngọc Xum               |                                                                                  | 30 tập (45 phút)  | Pháp thuộc                                        |                                                                                            | Chuyển thể từ tiểu thuyết Lòng dạ đàn bà của Hồ Biểu Chánh.                                            |
| Anh hùng làng Nà Mạ             | 2013 | Nguyễn Duy Võ Ngọc        | Đức Huy, Chí Vỹ, Hoàng Kim, Thùy Dương, Hà Anh, Đình Hiếu,...                    | 20 tập (40 phút)  | Nhà Nguyễn (Pháp thuộc)                           |                                                                                            | [ 56 ]                                                                                                 |
| Trò đời                         | 2013 | Nhuệ Giang                | Việt Bắc, Bảo Thanh, Minh Hằng, Mai Chi, Hoàng Yến,...                           | 32 tập (45 phút)  | Nhà Nguyễn (Pháp thuộc)                           |                                                                                            | Chuyển thể từ tiểu thuyết Số đỏ, phóng sự Kỹ nghệ lấy Tây, Cơm thầy cơm cô của nhà văn Vũ Trọng Phụng. |
| Ngọn cỏ gió đùa                 | 2013 | Hồ Ngọc Xum               | Ngọc Hùng, Thế Tâm,...                                                           | 45 tập            | Pháp thuộc                                        |                                                                                            | Chuyển thể từ tiểu thuyết Ngọn cỏ gió đùa của Hồ Biểu Chánh.                                           |
| Hoán nhân tâm                   | 2014 | Xuân Phước                | Lê Ba La, Lương Thế Thành, Huỳnh Anh Tuấn, Hồng Thy, Trịnh Kim Chi,...           | 30 tập            | Pháp thuộc                                        |                                                                                            | [ 58 ]                                                                                                 |
| Lời sám hối                     | 2014 | Bùi Ngọc Nam Phương       |                                                                                  | 43 tập            | Pháp thuộc                                        |                                                                                            | [ 59 ]                                                                                                 |
| Tơ đồng vương vấn               | 2014 | Xuân Phước                | Lê Ba La, Võ Minh Lâm, Công Ninh, Thanh Tùng, Hà Linh, Quách Cung Phong,...      | 20 tập            | Pháp thuộc                                        |                                                                                            | Dựa trên cuộc đời nhạc sĩ Cao Văn Lầu.                                                                 |
| Con nhà giàu                    | 2015 | Hồ Ngọc Xum               | Trung Dân, Ngọc Lan, Quốc Trường, Nam Cường,...                                  | 38 tập            | Pháp thuộc                                        |                                                                                            | Chuyển thể từ tiểu thuyết Con nhà giàu và Hạnh phúc lối nào của Hồ Biểu Chánh.                         |
| Ải trần gian                    | 2015 | Bùi Ngọc Nam Phương       | Kim Xuân, Thiên Hương, Kiều Trinh, Thùy Dương, Ngọc Lan, Quỳnh Lam               | 32 tập            | Pháp thuộc                                        |                                                                                            | [ 61 ]                                                                                                 |
| Hai khối tình                   | 2015 | Hồ Ngọc Xum               | Hoàng Phúc, Quỳnh Lam, Nguyệt Ánh, Thanh Hiền, Hà Trí Quang,...                  | 30 tập            | Pháp thuộc                                        |                                                                                            | Chuyển thể từ tiểu thuyết Hai khối tình của Hồ Biểu Chánh.                                             |
| Khúc tương tư                   | 2015 | Xuân Phước                | Lương Thế Thành, Lê Phương, Hứa Vỹ Văn, Trịnh Kim Chi, Thanh Điền, Bích Trâm,... | 30 tập            | Pháp thuộc                                        |                                                                                            | |
| Ải mỹ nhân                      | 2016 | Xuân Phước                | Thanh Điền, Thiên Hương, Đan Thy, Trương Hải Vân, Dương Cẩm Lynh,...             | 35 tập            | Pháp thuộc                                        |                                                                                            | |
| Thế thái nhân tình              | 2017 | Võ Việt Hùng              | Trí Quang, Như Phúc, Quỳnh Lam, Lý Kim Dung,...                                  | 43 tập            | Pháp thuộc                                        |                                                                                            | Chuyển thể từ tiểu thuyết Ông Cử của Hồ Biểu Chánh.                                                    |
| Duyên định kim tiền             | 2018 | Hồ Ngọc Xum               | Võ Đình Hiếu, Thùy Trang, Cao Thái Hà, Thành Đạt, Nam Cường,...                  | 32 tập (45 phút)  | Pháp thuộc                                        |                                                                                            | Chuyển thể từ tiểu thuyết Tiền bạc, bạc tiền của Hồ Biểu Chánh.                                        |
| Phận làm dâu                    | 2018 | Xuân Phước                | Lê Ba La, Lương Thế Thành, Thúy Diễm, Công Ninh, Cung Phong, Kim Ngọc,...        | 30 tập            | Pháp thuộc                                        |                                                                                            | [ 64 ]                                                                                                 |
| Mộng phù hoa                    | 2018 | Bùi Nam Yên Trần Quế Ngọc | Kim Tuyến,...                                                                    | 36 tập (45 phút)  | Pháp thuộc                                        | Cánh diều vàng 2018 (Phim truyền hình): * Quay phim xuất sắc * Nữ diễn viên chính xuất sắc | |
| Tân Phong nữ sĩ                 | 2018 | Võ Việt Hùng              | Minh Luân, Quế Phương, Phi Điểu, Mai Huỳnh, Hồng Hải,...                         | 15 tập (45 phút)  | Pháp thuộc                                        |                                                                                            | Chuyển thể từ tiểu thuyết Tân Phong nữ sĩ của Hồ Biểu Chánh.                                           |
| Nhà ông Hoàng có ma             | 2018 | Hoàng Mập                 | Huy Khánh, Huỳnh Thảo Trang, Chí Dũng, Hà Trí Quang, Thùy Trang,...              | 35 tập            | Pháp thuộc                                        |                                                                                            | |
| Tơ hồng vương vấn               | 2017 | Hồ Ngọc Xum               | Thân Thúy Hà, Kiều Trinh, Đồng Thanh Phong, Lý Kim Dung,...                      | 30 tập (45 phút)  | Pháp thuộc                                        |                                                                                            | Chuyển thể từ tiểu thuyết Tơ hồng vương vấn của Hồ Biểu Chánh.                                         |
| Tiếng sét trong mưa (Giông bão) | 2019 | Nguyễn Phương Điền        | Nhật Kim Anh, Cao Minh Đạt, Oanh Kiều, Lâm Minh Thắng, Thanh Nam, Lê Bê La,...   | 54 tập            | Pháp thuộc                                        |                                                                                            | Chuyển thể từ vở kịch Lôi vũ của tác giả Tào Ngu.                                                      |
| Luật trời                       | 2020 | Võ Việt Hùng              | Ngọc Lan, Quỳnh Lam, Huy Khánh,...                                               | 35 tập            | Pháp thuộc                                        |                                                                                            | [ 68 ]                                                                                                 |
| Lỗi đạo cang thường             | 2022 | Hồ Ngọc Xum               | Dương Cẩm Lynh, Hòa Hiệp, Oanh Kiều, Mã Hiểu Đông, Huy Khánh,...                 | 35 tập            | Pháp thuộc                                        |                                                                                            | [ 69 ]                                                                                                 |